# Corlay
Corlay is een gemeente in het Franse departement Côtes-d'Armor, in de regio Bretagne. De plaats maakt deel uit van het arrondissement Saint-Brieuc. Corlay telde op 1 januari 2022 913 inwoners.

## Geografie
De oppervlakte van Corlay bedroeg op 1 januari 2022 13,8 vierkante kilometer; de bevolkingsdichtheid was toen 66,2 inwoners per km².
De onderstaande kaart toont de ligging van Corlay met de belangrijkste infrastructuur en aangrenzende gemeenten.

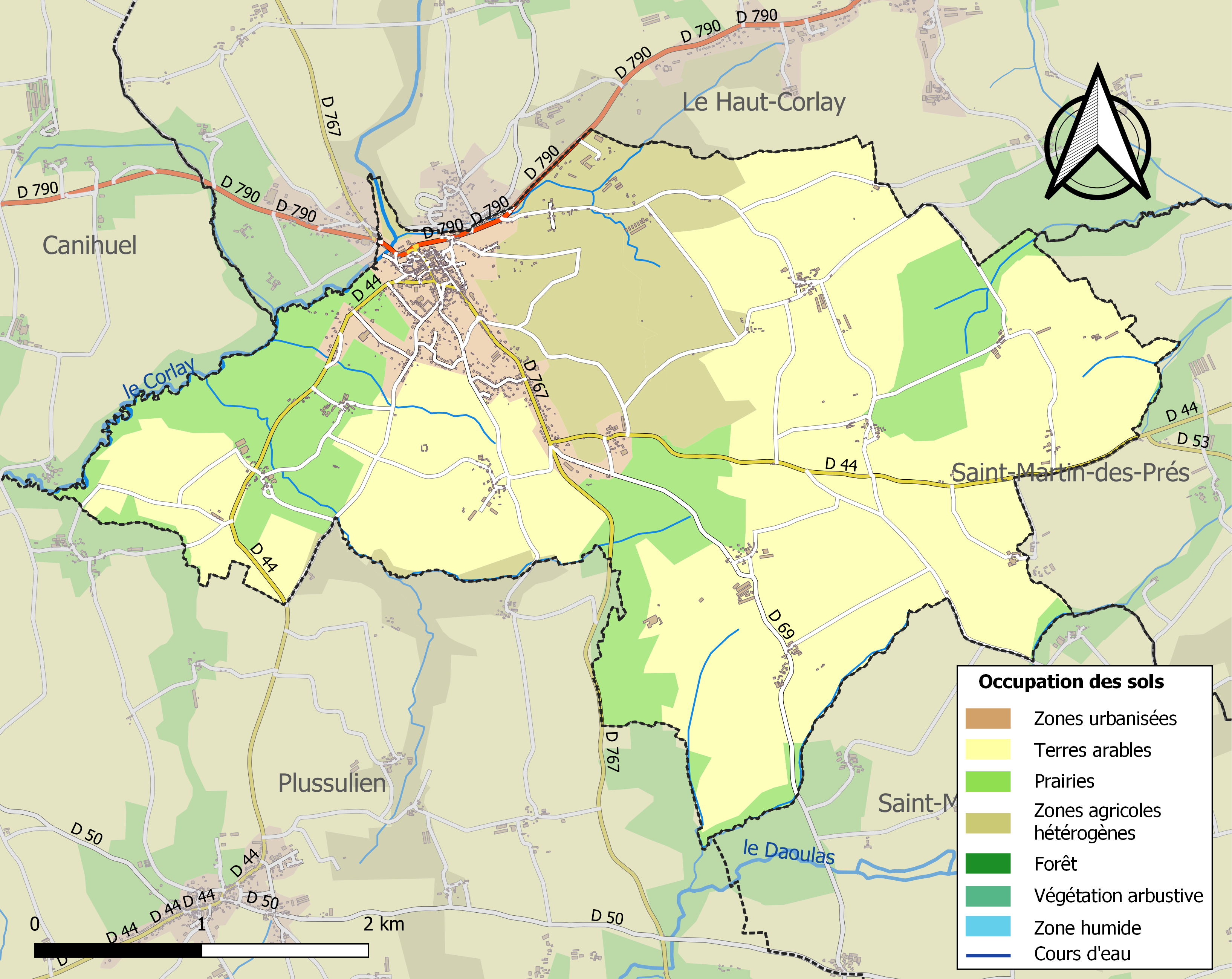

## Demografie
Onderstaande figuur toont het verloop van het inwonertal (bron: INSEE-tellingen).